# Саут Јармаут (Масачусетс)
Саут Јармаут (енгл. South Yarmouth) насељено је место без административног статуса у америчкој савезној држави Масачусетс.

## Демографија
По попису из 2010. године број становника је 11.092, што је 511 (-4,4%) становника мање него 2000. године.
| Група             | 2000.          | 2010.          |
| Белци             | 10.903 (94,0%) | 10.056 (90,7%) |
| Афроамериканци    | 177 (1,5%)     | 267 (2,4%)     |
| Азијати           | 73 (0,6%)      | 141 (1,3%)     |
| Хиспаноамериканци | 189 (1,6%)     | 318 (2,9%)     |
| Укупно            | 11.603         | 11.092         |